# A Compadecida
A Compadecida  é um filme brasileiro de 1969, do gênero comédia, dirigido por George Jonas e roteiro de Ariano Suassuna e George Jonas, baseado na premiada peça de Ariano Suassuna, Auto da Compadecida.
Foi gravado em Brejo da Madre de Deus, Pernambuco.

## Sinopse
Narra as aventuras de dois amigos inseparáveis: João Grilo e Chicó, empregados na casa do padeiro, que, por sua vez, é a representação da burguesia rica. Os dois amigos tentam convencer o sacristão, o padre e o bispo a aceitarem enterrar um cachorro no cemitério local, mas isso se mostra uma tarefa nada fácil. A astúcia dos dois acaba criando várias aventuras, confusões e situações engraçadas.

## Elenco
- Regina Duarte .... Compadecida
- Armando Bógus .... João Grilo
- Antônio Fagundes .... Chicó
- Felipe Carone .... Padre
- Aguinaldo Batista .... Sacristão
- Paulo Ribeiro .... Palhaço
- Zéluiz Pinho .... Severino
- Ary Toledo .... Cabra
- Neide Monteiro .... Mulher do Padeiro
- Jorge Cherques .... Bispo
- Zózimo Bulbul .... Frade/Manuel (Jesus Cristo)
- José Carlos Cavalcanti Borges .... Padeiro
- Rubens Teixeira .... Major/Encourado (Diabo)
- Paulo Barbosa